# 萨莫斯杰尔卡村委员会
萨莫斯杰尔卡村委员会（俄语：Самосдельский сельсовет）是俄罗斯联邦阿斯特拉罕州卡梅贾克区所属的一个村委员会。其下辖有5个居民点，行政中心为萨莫斯杰尔卡。据2015年统计，该村委员会的人口为1667人。